# Fousseiny Tangara
Fousseiny Tangara (12 de junho de 1978) é um futebolista profissional malinês que atua como goleiro.

## Carreira
Fousseiny Tangara representou a Seleção Malinesa de Futebol nas Olimpíadas de 2004.